# 馬德龍山
47°42′40″N 12°07′49″E / 47.7111°N 12.1302°E

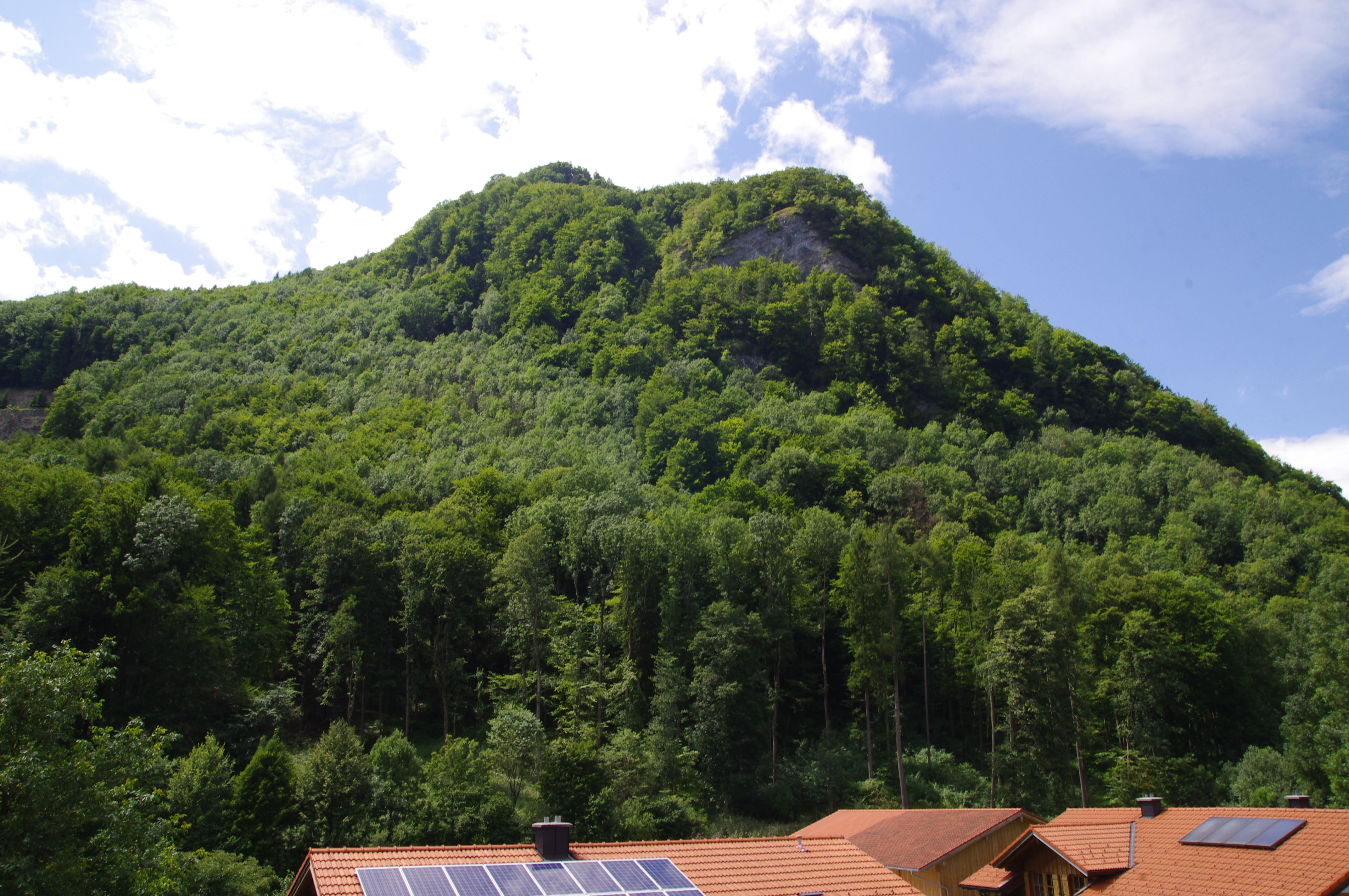

馬德龍山（德語：Madron），是德國的山峰，位於該國東南部，由巴伐利亞負責管轄，屬於巴伐利亞前阿爾卑斯山脈的一部分，海拔高度942米，每年平均降雨量1,847毫米。